# Dècada del 290

## Esdeveniments
- 290 - Imperi Romà: Dioclecià i Maximià es troben a Milà en el cinquè aniversari del seu regnat per sobre escutir dels seusèxits i dels seus fracassos.
- 291-306 - guerra civil a la Xina, anomenada guerra dels vuit prínceps.
- 293 - començament de la Tetrarquia. Constanci I Clor pren Boulogne, derrota els Francs i instal·la com a colons molts bàrbars al Nord de la Gàl·lia.[1]
- 296 - Marcel·lí I succeeix a Gai I com a papa.
- 296-297 - revolta a Egipte de Luci Domici Domicià i Aureli Aquil·leu.
- 296-298 - Guerres romano-sassànides. Narses de Pèrsia, rei sassànida persa, marxa fins a Haran. Galeri, que vol aturar-lo, serà vençut entre Haran i Ar-Raqqà (297).
- 297 - reforma fiscal de Dioclecià. Repressió de la revolta dels amazics a l'Àfrica romana.
- 298 - guerra de Constanci I Clor contra els alamans.

## Personatges destacats
- Dioclecià (284-305), emperador romà.
- Maximià (286-308), emperador romà.
- Al·lecte
- Carausi
- Constanci I Clor
- Luci Domici Domicià
- Galeri
- Narses de Pèrsia
- Tiridates III d'Armènia